# Artillerie-Fliegerabteilung 202
Artillerie-Fliegerabteilung 202 – AFA 202 (Artyleryjski oddział lotniczy nr 202) – niemiecka jednostka obserwacyjna i rozpoznawcza wspomagania artyleryjskiego  Luftstreitkräfte z początkowego okresu I wojny światowej.

## Informacje ogólne
Jednostka została utworzona w dniu 6 sierpnia 1915 roku w Fliegerersatz Abteilung Nr. 3. Jednostka uczestniczyła w walkach na froncie zachodnim. 
29 listopada 1916 roku jednostka została przeformowana i zmieniona w Fliegerabteilung 202 (Artillerie) - (FA A 202).